# 城田村 (佐賀県)
城田村（しろたむら）は、佐賀県神埼郡にあった村。現在の神埼市の一部にあたる。

## 地理
- 河川：城原川、田手川[2]

## 歴史
- 1889年（明治22年）4月1日、町村制の施行により、神埼郡直鳥村、姉村、黒井村、嘉納村、詫田村、下板村が合併して村制施行し、城田村が発足[1][2]。旧村名を継承した直鳥、姉、黒井、嘉納、詫田、下板の6大字を編成[2]。
- 1909年（明治42年）稚蚕共同飼育所設置[2]
- 1923年（大正12年）踏車の陽水から電力機利用に変更[2]。
- 1929年（昭和4年）城田郵便取扱所（嘉納）開設[2]。1930年（昭和5年）城田郵便局に改称[2]。（現：千代田郵便局）
- 1955年（昭和30年）4月1日、神埼郡境野村、千歳村、蓮池町（一部）と合併し、千代田村を新設して廃止された[1][2]。合併後、千代田村大字直鳥・姉・黒井・嘉納・詫田・下板となる[2]。

### 地名の由来
村内を流れる城原川の城と田手川の田を組み合わせたもの。

## 産業
- 農業、養蚕、製麺、藁細工業[2]

## 教育
- 1892年（明治25年）詫田小学校を城東尋常小学校に、同直鳥分校を城西尋常小学校に改称[2]。1901年（明治34年）城東を城田第一尋常小学校に、城西を城田第二尋常小学校に改称[2]。1908年（明治41年）嘉納に城田尋常高等小学校を設立[2]。